# 吕菲亚克 (洛特-加龙省)
吕菲亚克（法語：Ruffiac，法語發音：[ʁyfjak]）是法国洛特-加龙省的一个市镇，属于马尔芒德区。

## 地理
吕菲亚克（44°21'43"N, 0°2'0"E）面积12.84 平方千米，位于法国新阿基坦大区洛特-加龍省，该省份为法国西南部内陆省份，北起多爾多涅省，西接吉倫特省和朗德省，南至热尔省，东临塔恩-加龙省和洛特省。
与吕菲亚克接壤的市镇（或旧市镇、城区）包括：罗梅斯坦、库尔莱班、昂塔尼亚克、阿让通、普西尼亚克、圣马丹屈尔通。

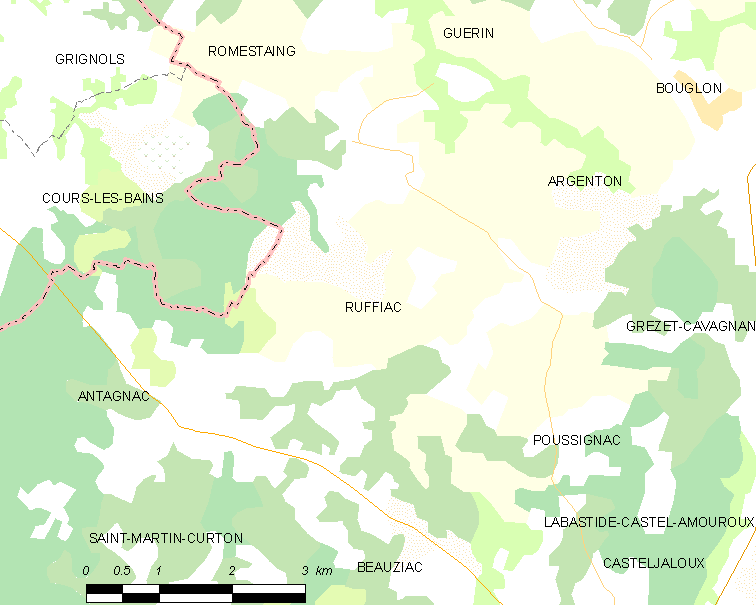
的OSM定位图

吕菲亚克的时区为UTC+01:00、UTC+02:00（夏令时）。

## 行政
吕菲亚克的邮政编码为47700，INSEE市镇编码为47227。

## 政治
吕菲亚克所属的省级选区为加斯科涅森林县。

## 人口

1962-2008年间人口变化图示

吕菲亚克于2022年1月1日时的人口数量为180人。